# Den Oudsten
Den Oudsten Bussen B.V. (1926—2002 гг.) — бывший нидерландский производитель автобусных кузовов и других комплектующих материалов для автобусов.
1926 г. — основание компании D.O. Bussen B.V. частным кузовостроителем Маринусом ден Аудстеном и начало выпуска пассажирских машин. Глава компании основал завод возле городка Вурден.
С 1960 г и до 1990 гг. компания была семейной собственностью и оказывала глубокое влияние на общественный транспорт в Нидерландах. Многие устаревшие модели автобусов Den Oudsten, которые больше не использовались в Нидерландах, морем были перевезены в другие страны, где эти модели ещё могли служить в качестве общественного транспорта.
Den Oudsten имела свои точки даже в таких странах как Нигерия, Вьетнам, Тринидад и Тобаго, Куба, Польша, Азербайджан, Грузия.
Экспортируемые автобусы иногда были подвергнуты ремонту, тогда как другие сохраняли свою первоначальную нидерландскую рекламу, номерные знаки или эмблемы транспортной компании.
1986 г. — один из членов семьи, Ян ден Аудстен, приобрёл канадский автобусный завод и переименовал его в New Flyer Industries Ltd., который позднее стал головным заводом.
Но Den Oudsten Bussen B.V. считался самостоятельной компанией и не имел юридических отношений с New Flyer Industries. Официальные эмблемы обеих компаний тем не менее схожи. Нидерландская компания также сотрудничала с заводом Nova Bus Ltd для внедрения и производства низкопольных автобусов.
2002 г. — все работы были прекращены в связи с банкротством.
Окончательное банкротство компании,как предполагается, состоялось по причине рыночной конкуренции. В Нидерландах многие автобусные энтузиасты пытаются сохранить несколько старых моделей автобусов для потомков.

## Продукция
Основной продукцией фирмы Den Oudsten являются простые городские и пригородные автобусы серии В88 классической конструкции и дизайна, основанные на шасси DAF с задним расположением силового агрегата. В середине 90-х, она представила два унифицированных 12-метровых автобуса гаммы Alliance — городской City В90 и междугородный Intercity В91. Оба выделяются низкой посадкой прямоугольных и просторных кузовов с широкими входными дверями, огромными боковыми окнами и широким полукруглым лобовым стеклом, обеспечивающим водителю прекрасную обзорность. Автобусы смонтированы на шасси c двигателями DAF или MAN мощностью 212—272 л.с. Различие состоит в том, что на модели City с колесной базой 6200 мм двигатель располагается в заднем свесе рамы поперечно, обеспечивая ровный пол по всей длине салона и высоту расположения пола над поверхностью дороги в 350 мм. На модели Intercity с базой 5800 мм двигатель размещен сзади вертикально или наклонно, что предопределяет повышение пола в задней части салона. Городской вариант рассчитан на перевозку 105 пассажиров (мест для сидения — 33-38) и оснащен автоматической трансмиссией, междугородный имеет 47 посадочных мест и укомплектован механической 6-ступенчатой коробкой передач и тормозом-замедлителем. Развитием серии Alliance стали 2-осная модель P89 City с 300-сильным двигателем IVECO и автоматической 5-ступенчатой коробкой передач, а также 3-осный 85-местный автобус Р891 (6x2) длиной 15 м на шасси DAF с двигателем в 330 л.с.
В 1999 году фирма представила малый пригородный автобус, а также опытный образец Х97 с дизель-электрическим силовым агрегатом и всеми дисковыми тормозами.